# 瀧廣祥子
瀧廣 祥子（たきひろ しょうこ、1974年7月17日-）は、山口朝日放送(yab)報道部記者、同局元報道制作部副部長、サガテレビの元アナウンサー。

## 経歴
佐賀県伊万里市出身。佐賀県立伊万里高等学校卒業。1997年3月、山口大学人文学部言語文化学科日本語文化論専攻卒業後、同年、サガテレビに入社。会社の制度上入社時から報道部に属し、アナウンス活動を行っていたが、のち記者専業に。時期は不明だが、その後サガテレビを退社。
2009年2月、大学時代を過ごした山口へ移り、yabへ記者として入社。3月30日より、『Jチャンやまぐち』でニュースを担当する。
サガテレビ入社時の身長は171cmと大柄。その高身長が入社当時地元のタウン情報誌でも“大型新人”として紹介されていた。

## 担当番組
- Jチャンやまぐち（山口朝日放送）

## サガテレビでの担当番組
- stsスーパーニュース
- FNNスピーク 佐賀のニュース　など